# Kotaku
Kotaku è un blog di videogiochi facente parte del gruppo Gawker Media, creato nell'ottobre 2004 da Matt Gallant, già collaboratore di Gizmodo. Il nome del sito deriva dal prefisso giapponese ko (piccolo) e dalla parola otaku.
Nel 2014 Kotaku contava quattro versioni internazionali della piattaforma, incentrate sulle notizie locali: Regno Unito, Australia, Giappone e Brasile.
Nel corso degli anni Kotaku ha ricevuto critiche dall'avvocato Jack Thompson e dalla rivista Forbes. Il sito è stato al centro di controversie con Konami e Sony. Nel 2015 Stephen Totilo ha dichiarato sul blog che Ubisoft e Bethesda sono in cattivi rapporti con i collaboratori di Kotaku.
Nel 2019 è stato acquisito da Great Hill Partners, insieme ad altre testate del gruppo confluite in G/O Media. In seguito all'acquisizione alcune firme storiche, tra cui Jason Schreier, hanno abbandonato Kotaku per divergenze con la proprietà. Nel corso del 2020 sono stati effettuati tagli del personale attribuiti alla pandemia di COVID-19 del 2019-2021. Nel settembre dello stesso anno cessa l'accordo con Future Publishing per quanto riguarda Kotaku UK, portando alla chiusura della testata.